# Сафрин, Хорацы
Хорацы Сафрин (пол. Horacy Safrin, идиш האָראַצי (הירש) סאַפֿרין‎, при рождении Гирш Сафрин; 11 января 1899, Монастежиска — 22 июля 1980, Лодзь) — польский поэт, сатирик, переводчик еврейской литературы на польский язык и польской литературы на идиш.

## Биография
Родился 11 января 1899 года в местечке Монастежиска в Галиции в семье Себастьяна Сафрина и Доры Сафрин (Лукачер). С детства знал идиш и древнееврейский, а также польский, немецкий и французский языки. Окончил гимназию в Станиславове, затем изучал немецкую и английскую филологию в Венском университете, учился в театральной школе в Вене. В 1913 году опубликовал первый сборник стихов.
В 1918—1939 годах руководил литературной студией им. Гольдфадена в Станиславове. Во время Второй мировой войны находился в СССР, преподавал немецкий язык в Сталинградской области. С 1946 года жил в Лодзи в Доме литераторов на аллее Мицкевича, сотрудничал с сатирическим журналом Karuzela.
Умер 22 июля 1980 года в Лодзи, похоронен на Кладбище на Долах.

### Семья
Был трижды женат, детей не имел.

## Творчество
- Poezje (стихи, 1914)
- Baśń o iluzji (1917)
- Karpaten-Klänge (1920)
- O Bogu i ludziach (1916)
- Niedyskrecje (1930)
- Świetliki (1930)
- Szlakami duszy żydowskiej — Rzecz o teatrze (1938)
- Ośla szczęka (сказки, 1957)
- Mucha na cokole (сатира, 1959)
- Głupcy z Głupska (сатира, 1962)
- Kain i Hewel (стихи, 1963)
- Przy szabasowych świecach. Humor żydowski (1963)
- Jüdische Anekdoten und Sprichwörter (совместно с Зальцией Ландман, 1965)
- אױפֿן בערדיטשעװער מאַרק («На бердичевском рынке», 1966)
- Ucieszne i osobliwe historie mego życia (воспоминания, 1970)
- Bez figowego listka (сатира, 1972)
- W arce Noego. Bajki oraz facecje żydowskie (1979)
- Przy szabasowych świecach — wieczór drugi (1981)

## Награды
- Золотой Крест Заслуги (1956)
- Офицерский крест Ордена Возрождения Польши (1961)
- Знак «Заслуженный деятель культуры»
- Почетный знак города Лодзи